# Steinberg (Chiemgauer Alpen)
Der Steinberg ist ein 729 m ü. NHN hoher Berg, er bildet zusammen mit Dandlberg und Samerberg den nordwestlichsten Höhenzug der Chiemgauer Alpen.

## Topographie
Der Steinberg ist vom etwas höheren Dandlberg durch einen nur mäßig ausgeprägten Sattel getrennt. Nördlich folgt bereits das Alpenvorland, direkt westlich unterhalb fließt der Inn. 